# Залісся (Золочівська міська громада)
Залі́сся (пол. Zalesie) — село Золочівського району Львівської області. Засноване 1475 року. Налічує 293 мешканці.

## Історія
З середини 1919 до 1939 року село входило до складу Польщі.
В 1891 р. «Бізнесовий Довідник Галичини» згадує с. Залісся у володінні графині Ожаровської. В той час Залісся знаходилося в долині й було оточене з усіх боків березовим лісом. Від села до Золочева, який знаходився на відстані 1,5 км, існувала залізниця. На південному боці від залізниці було с. Ясенівці.

## Пам'ятки архітектури
- Храм святої Параскеви